# День независимости Абхазии
День признания независимости Абхазии — главный государственный праздник частично признанной Республики Абхазия. Празднуется с 2008 года каждое 26 августа.
Установлен в честь победы абхазских вооружённых формирований над грузинскими войсками, завершившей грузино-абхазскую войну 1992—1993 годов, а также принятия Декларации независимости Абхазии.
Празднование предусматривает проведение военного парада Вооружённых Сил Абхазии.